# Zwischen Couch und Kamera
Zwischen Couch und Kamera (Originaltitel: Going Places) ist eine US-amerikanische Sitcom, deren Erstausstrahlung von 1990 bis 1991 auf ABC lief. Sie wurde von Howard Adler und Robert Griffard entwickelt. In den Hauptrollen der sich über eine Staffel erstreckenden Serie, spielten unter anderem Alan Ruck und Heather Locklear. In Deutschland lief die Serie zuerst von 1993 bis 1994 auf TV.München.

## Handlung
Die Serie handelt von den Brüdern Jack und Charlie Davis, die in Hollywood eine Karriere als Fernsehautoren anstreben. Sie werden zusammen mit Alexandra Burton und Kate Griffin für die Show Here's Looking at You engagiert und zu viert in ein Strandhaus einquartiert, das ihnen von ihrer Produzentin Dawn St. Clare vermietet wird.

## Produktion und Ausstrahlung
Die Serie wurde vom Unternehmen Lorimar Television produziert. Es wurde nur eine Staffel mit 19 Folgen gedreht, die vom 21. September 1990 bis zum 8. März 1991 auf ABC lief. Die deutsche Fassung lief von September 1993 bis Januar 1994 auf TV München, später auch auf DF1 Comedy & Co., TV.Berlin und Premiere Comedy.